# Gozón
Gozón és un conceyu de la Comunitat Autònoma del Principat d'Astúries. Limita al nord amb el mar Cantàbric, al sud amb Corvera, a l'oest amb Avilés i a l'est amb Carreño. La capital és la vila de Luanco. Al concejo es troba el Cap de Peñas.

## Història

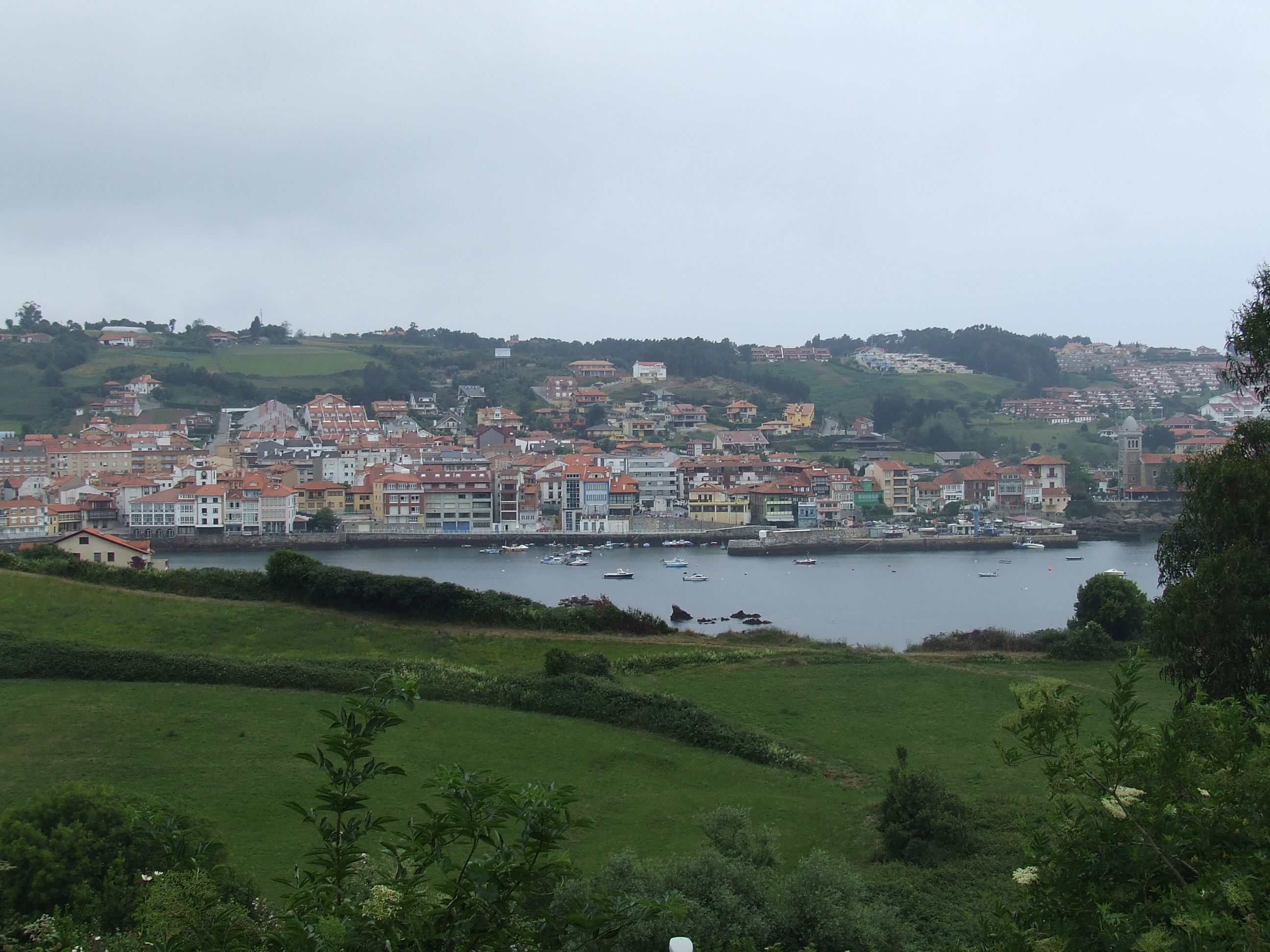
Luanco des de Los Laureles

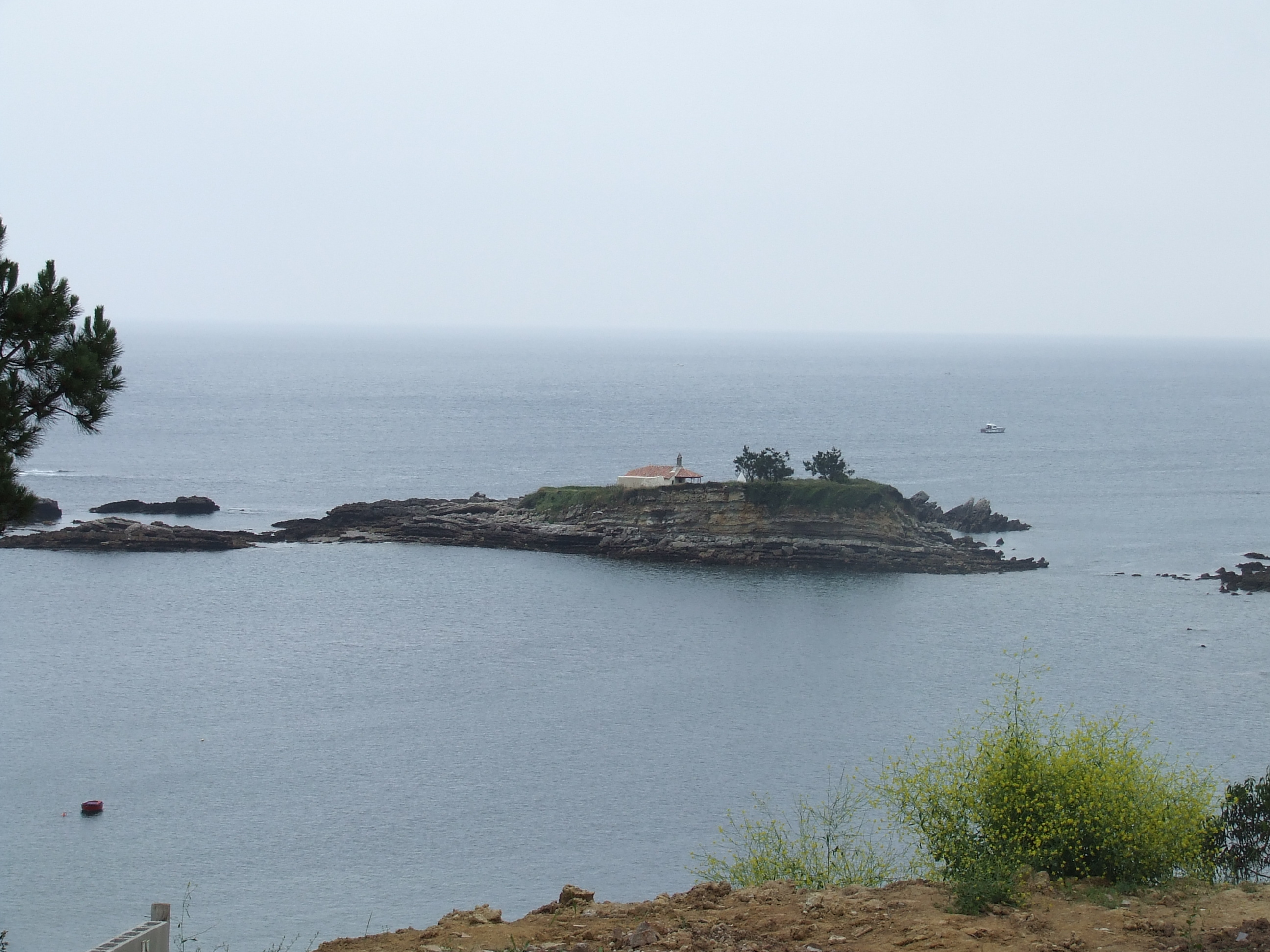
Illa del Carmen

### De la prehistòria a l'Edat Mitjana
Les restes més antigues que es van trobar en aquest concejo són de l'època del Paleolític inferior, localitzats en 12 localitzacions del concejo entre les quals destaca Bañugues amb nombroses restes d'indústria lítica del Paleolític. Les protegides ancorades de la rasa costanera proporcionaven bones condicions d'habitabilitat, prop dels recursos marins i amb subministrament d'aigua abundant dels nombrosos regateigs que desemboquen en el mar. En qualsevol cas es tractaria de petits grups que no superarien la vintena d'individus, protegits en cabanyes de fusta i amb una alta mobilitat vinculada a la caça. També hi ha restes de l'Asturiense, en la transició entre paleolític i Neolític, representats per diversos becs, l'element més representatiu d'aquesta cultura. Del neolític es conserven restes tumulares en cinc localitzacions.
Ja pròxims al període històric, existeixen en el concejo quatre castros asturs, per bé que encara sense excavar: el Cantu la Figal (San Xuan de Nieva), els Garabateles (Verdicio), El Castiello (Molín del Puerto, Podes) i El Cuerno (Ferrero, Viodo). Abans de la fi de les Guerres Càntabres (any 19 aC), se sap que les comunitats costaneres mantenien contactes amb navilis provinents de la Bètica o Lusitània romanitzades. L'arribada de Roma comportarà una adaptació del vell món astur als nous costums, cristal·litzant entorn del segle II en una societat romanizada amb un fort component autòcton. Comencen a sorgir els primers nuclis camperols extramurs dels castros (que no obstant això en alguns casos arriben en la seva ocupació a l'alta Edat Mitjana), els primers llogarets (vici) i les primeres granges, antecedents directes de les tradicionals quintanes asturianes. Torna a ser Bañugues l'emplaçament amb restes més importants, amb fragments de ceràmica, murs i fonamentacions, estucs, molins manuals, teules i fins i tot restes òssies. En la zona es va trobar una moneda de Constantí (306-366). En San Jorge de Heres s'havia trobat una làpida romana en el segle xviii, avui tristament desapareguda. En altres punts del concejo es documenten troballes de menor importància.
De la tardoantigüitat només està documentat la troballa d'una moneda suposadament sueva a San Xuan de Nieva, que testificaria la importància de la ria d'Avilés en tan primerenca època. Les primeres documentacions sobre aquestes terres apareixen en l'època altomedieval. En aquell temps les terres de Gozón, estaven integrades en un ampli territori que comprenia els concejos actuals de Carreño, Corvera de Asturias, Castrillón, Illas i Avilés. El centre de poder d'aquestes vastes extensions estaria en el castell de Gauzón, situat en Raíces, Castrillón. Aquest castell va ser construït per Alfons III d'Astúries, i segons la tradició en ell és ara la Creu de la Victòria amb or i pedres precioses. Durant l'alta Edat Mitjana la fortalesa va complir una triple missió. D'una banda, la militar enfront de les incursions vikingues i musulmanes. També abastava una funció socioeconòmica, com centre del control senyorial dels camperols que poblaven les valls circumdants i del tràfic marítim de la vila avilesina. Finalment, estava el control administratiu que Gauzón exercia en tot l'alfoz.
Després de les revoltes nobiliàries del segle xiii, els successius monarques arrencaran la fortalesa del control comtal i es recolzaran en la noblesa local per a controlar el territori, signe d'una progressiva feudalització. Amb el temps, les funcions rectores d'aquest castell passaran a la vila d'Avilés. Al costat del castell de Gauzón existien nombroses fortaleses de menor entitat, de les quins queden molt poques restes a part de la toponímia (El Castiello en Ferrera (Manzaneda) i Laviana). En el segle xi, regnant Alfons V de Lleó, es tenen notícies d'un natural de Gozón, Félix d'Agelaci, que forçat al bandejament (possiblement després d'una rebel·lió nobiliaria) viu amb els vikings. Al seu retorn, obté el perdó i s'assenteix en Eiras, identificat amb Sant Jordi de Heres. De fet, prop existeix els topònims Gelad i Xelaz, molt semblants a Agelaci.
En els segles IX al XI, Gozón era terra de reialenc, amb extensions d'explotacions pesqueres, de sal i agropecuàries. Les successives donacions de les monarquies asturianes, van acabar per convertir a la Catedral d'Oviedo i als convents de Santa María de la Vega i San Pelayo i San Vicente d'Oviedo, en grans propietaris, amb extensions i amb dret sobre la pesca i el tràfic portuari i sobre les mateixes persones que habitaven les terres. Aquesta situació es mantindrà fins a la desamortització que tindrà lloc durant tot el segle xix. Les parròquies veuen documentada la seva història en donacions a l'església. Per exemple, Bionio (Vioño) apareix per primera vegada citada l'any 905 com Santi Stefani de Binio en el testament d'Alfons III a l'església d'Oviedo. De l'època medieval s'han perdut restes com una creu processional de Manzaneda i una finestra prerromànica de Bañugues.
En el segle xiii, és concedida la carta de poblament a la vila de Gozón per Alfons X el Savi, reconeixent el dret d'existència a una comunitat que ja tenia vida reconeguda documentalment des de 1058 almenys, havent-se creat ja un nucli urbà a causa de la caça de balenes. En aquesta època no es té constància que la pola de Gozón estigués emmurallada, si bé existien torres senyorials dels principals llinatges, com els Pola. Les cases d'aquests primers pescadors de Luanco es distribuïen al llarg de dos carrers principals tallades en angle recte. La població estimada en aquesta època seria d'uns 600-700 habitants. La resta del concejo tenia una activeu agrària. El Camí de Santiago de la Costa passava de llarg pel concejo en el tram Gijón-Avilés, però diversos brancs secundaris recorrien les diferents parròquies, existint un hospital de pelegrins en Condres (Bocines). És en el segle xiv, quan el rei Ferran IV de Castella, posa a Gozón baix la dependència jurídica d'Avilés, que havia pres el relleu de l'alfoz de Gauzón. Gozón no recuperaria la seva independència concejil fins a 1605. No obstant això, ja abans Gozón figura amb representació independent en la Junta General del Principat d'Astúries. La caça de balenas, que tanta riquesa havia donat anteriorment a aquestes terres, s'extingirà en el segle xvii, desenvolupant-se llavors una important activitat pesquera que portarà associada una floreciente indústria conservera. Es creu que la primera capital del concejo recién emancipada hauria estat Susacasa, en Santa Eulalia de Nembro.

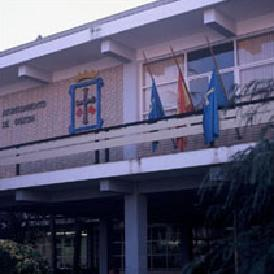
Ajuntament de Gozón

### Edat Moderna des d'ara
Durant els segles xvii i XVIII, té una gran força el sector pesquer, fent que el seu port també es desenvolupi a altres nivells mantenint per exemple una relació amb altres ports del Mar Cantàbric i que també tenien una relació de comerç amb l'altiplà castellà. És tan important el poder del gremi de pescadors que seran els promotors de les principals obres del municipi, com el moll o l'església parroquial. El mar també regiria les destinacions dels nombrosos gozoniegos enrolats com mariners en l'Armada en les freqüents guerres de l'imperi Espanyol. La història d'aquests segles està plena de relats de naufragis, rescats i atacs corsaris dels anglesos, que obliguen a construir diverses bateries, com la de Llumeres i la qual estava situada en Peroño, que sobreviu en el topònim d'El Fuerte. Aquesta bateria era una de les més importants del Cantàbric. A la vila de Luanco es produïx un cert enlairament de l'activitat artesanal i comercial, frenat amb la invasió francesa. En la zona interior del concejo, la vida havia canviat molt poc pel que fa a l'Edat Mitjana. Després de l'arribada del blat de moro a Astúries en el segle xvii es produïx un gran creixement població i la proliferació de hórreos i paneres. Gozón és un dels primers concejos d'Astúries en aquest patrimoni, amb hórreos com el de Llabaxo Baxo, Manzaneda, que segueix en peus des del segle xvi. L'estil dels hórreos s'emmarca en el tipus Carreño, el comú en la comarca. En 1787, el cens de Floridablanca reconeix per al concejo 6400 veïns. Grans famílies nobiliàries, com els Pola i els Peñalba, monopolitzen els càrrecs del concejo i regeixen les destinacions, sense canvis tot just amb el transcurs dels segles. Els palaus d'aquestes famílies i els seus parents jalonen Luanco per aquella època. En 1705 es construïx la Torre del Rellotge precisament per comissió de José Menéndez de la Pola, usada entre altres coses com presó.

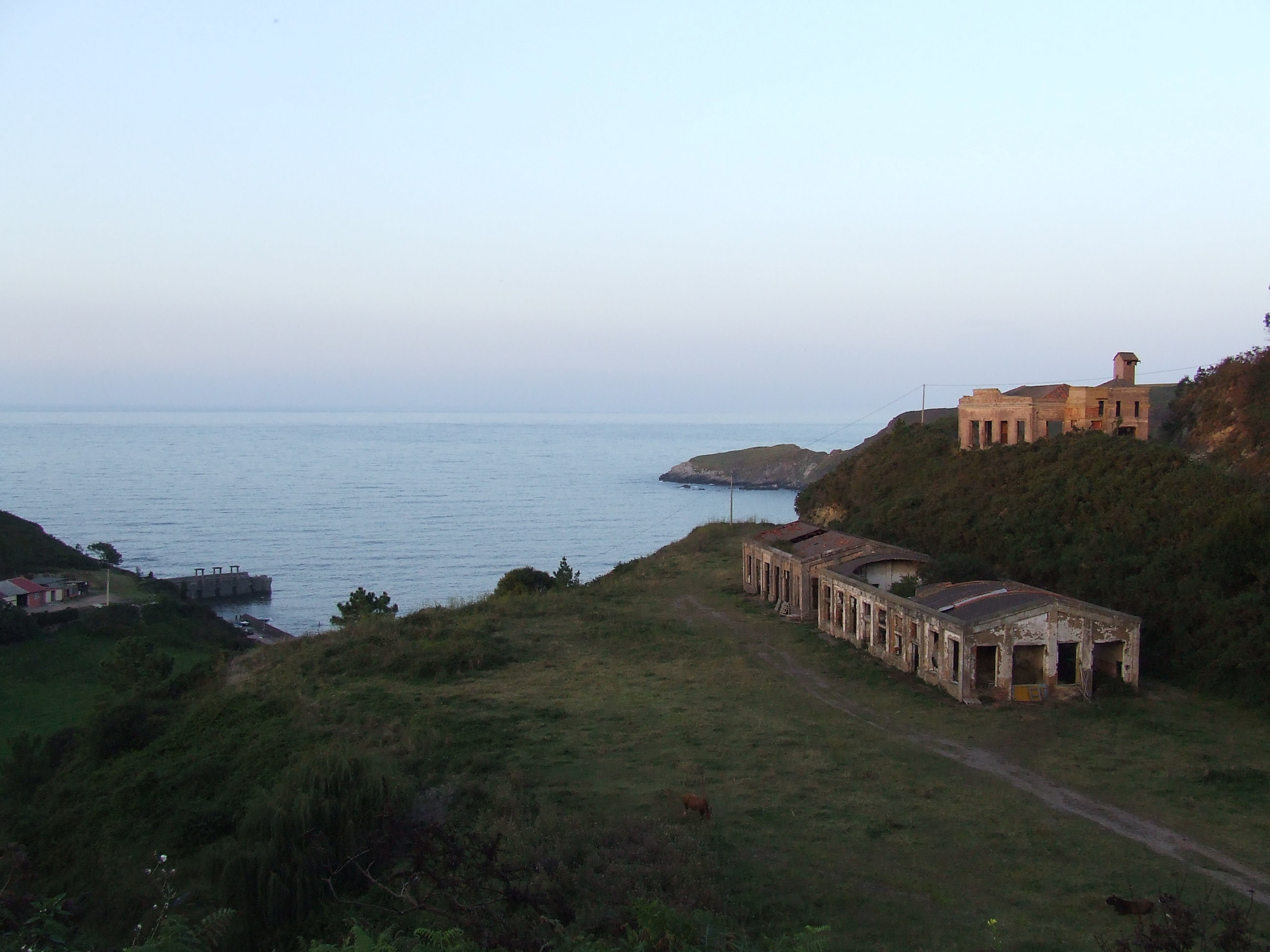
Llumeres

Durant la Guerra de la Independència, Gozón va aportar tropes al Regiment de Candás i Luanco. Les despeses econòmiques i les desgràcies personals van deixar al concejo en un estat de postración durant bastants anys. Després d'unes dècades d'estancament, s'entra en un període de modernització: el vapor substituïx a la vela, l'artesania conservera es torna en indústria amb signatures que van arribar a subministrar a la mateixa casa reial, i la tornada de capitals dels indians es fa notar en l'arquitectura de Luanco. L'avanç podria haver estat major si en 1854 no s'hagués decidit per Real Ordre invertir en el nou port del Musel en detriment de Luanco i Avilés. En camp seguia aferrat als vells usos i costums, si bé anaven apareixent ja cultius industrials com la bleda-rave sucrera.
La mineria pren força amb l'explotació de mineral de ferro de la mina de Llumeres, a Bañugues, propietat de Duro Felguera. El material es traslladava fins a la Fàbrica de La Felguera. En aquesta època al començament del segle XX es construïxen les noves carreteres a Avilés i Candás; no obstant això, el ferrocarril mai arriba a Gozón. El turisme apareix en aquesta època, amb instal·lacions com balneari El Rosari. Aquesta època de prosperitat va fer que s'anés expandint el nucli urbà de Luanco més enllà de l'eix longitudinal que acabava en l'església. La guerra civil no va passar de llarg: molts exiliats republicans primer i maquis després van sortir d'Espanya des del port de Luanco. Des de finals dels anys 50 va haver grans canvis econòmics i socials, així apareixen les factories d'Ensidesa i Endasa que atrauran gran quantitat de mà d'obra que vindria del sector pesquer i conserver que en aquest segle ja estaria afectat per la crisi. Aquest augment dels complexos industrials provoca un augment de la demanda de productes lactis i carnis, que portarà l'abandó de la seva agricultura per la criança ramadera. En les últimes dècades del segle xx, la crisi copeja aquest concejo, pal·liada un poc per l'embranzida d'un nou sector en franc desenvolupament que és el turisme de masses, que rep aquest concejo. Així mateix, la recuperació de la comarca avilesina i del marge dret de la ria augura un futur més prometedor a la indústria. El port al seu torn va a ser sotmès a obres de remodelació, amb el qual el creixent sector de navegació d'esbarjo prendrà un auge encara major.

## Geografia

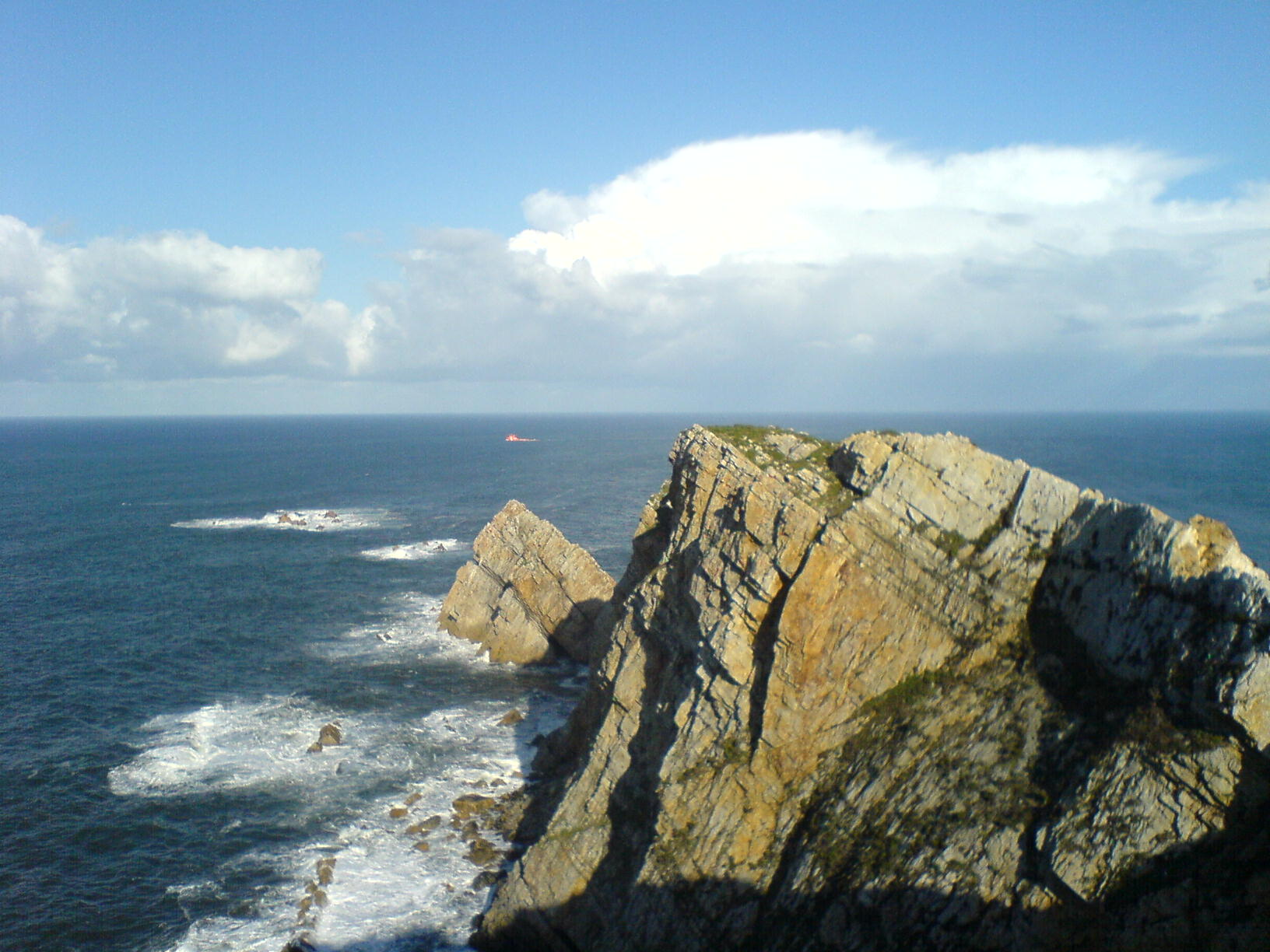
Vista des del Cap Peñas

El seu relleu és suau i amb pocs desnivells, el seu paisatge costaner està marcat per impressionants penya-segats. La seva xarxa fluvial està composta per petits rierols entre els quals sobresurt el riu la Falcona. En les seves espècies forestals predomina l'eucaliptus, i també podem observar altres espècies com el roure, el castany i el freixe. Part del seu litoral està integrat en el Paisatge Protegit del Cap Peñas. També compta amb un Monument Natural, la Tolla de Zeluán, que compta amb una gran presència d'aus migratòries.

### Platges

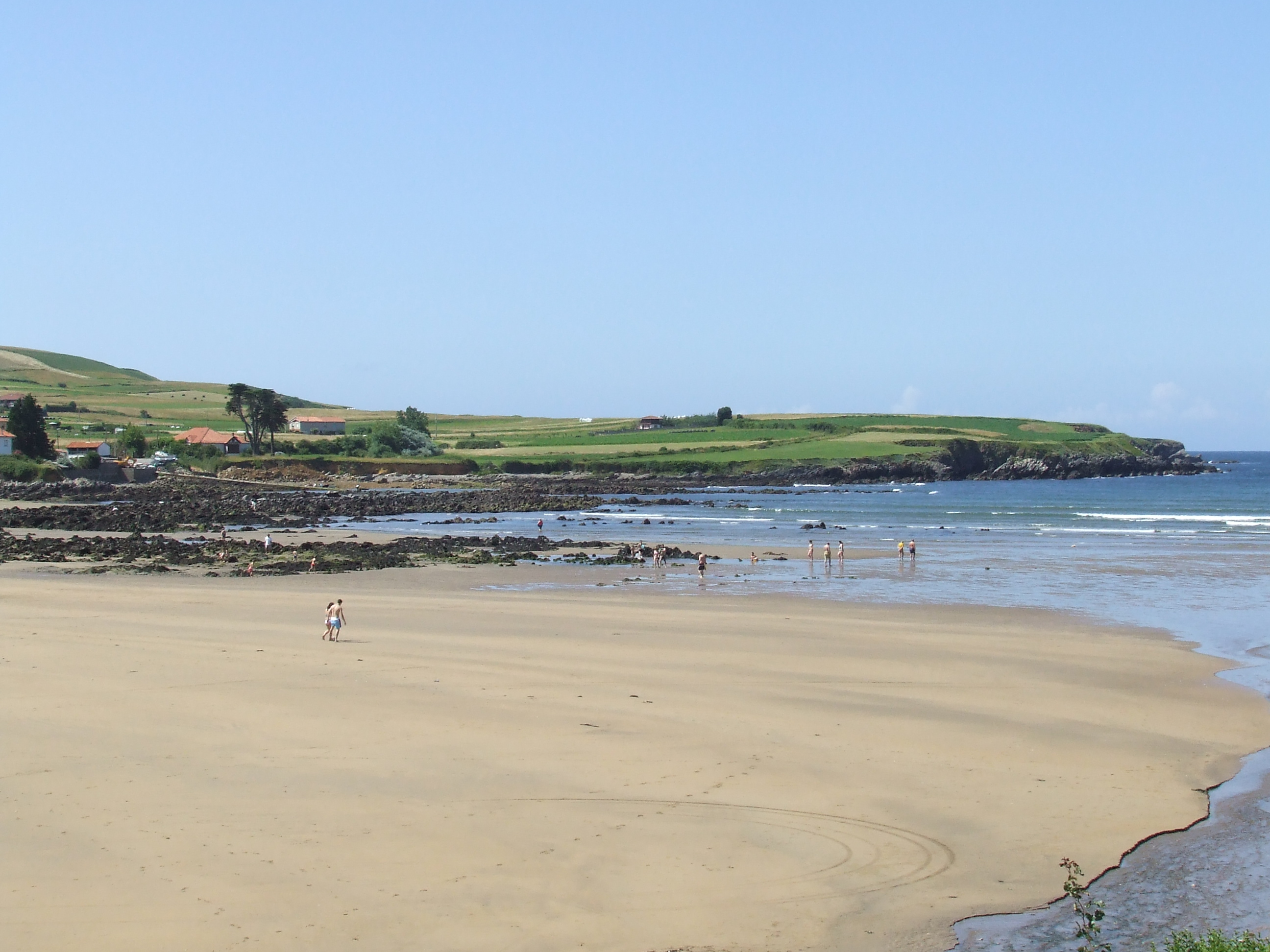
Platja de Bañugues
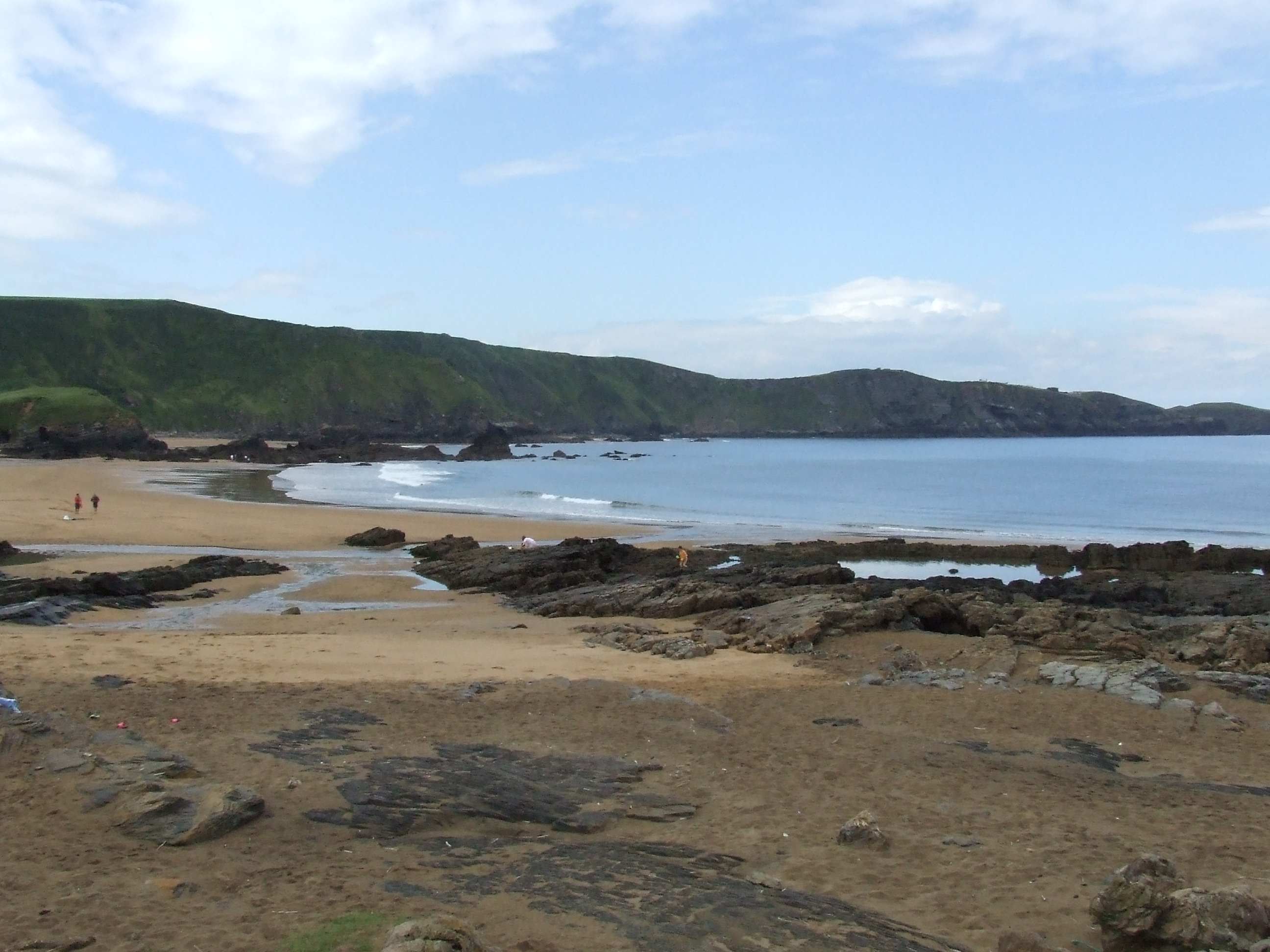
Platges de Verdicio: Tenrero
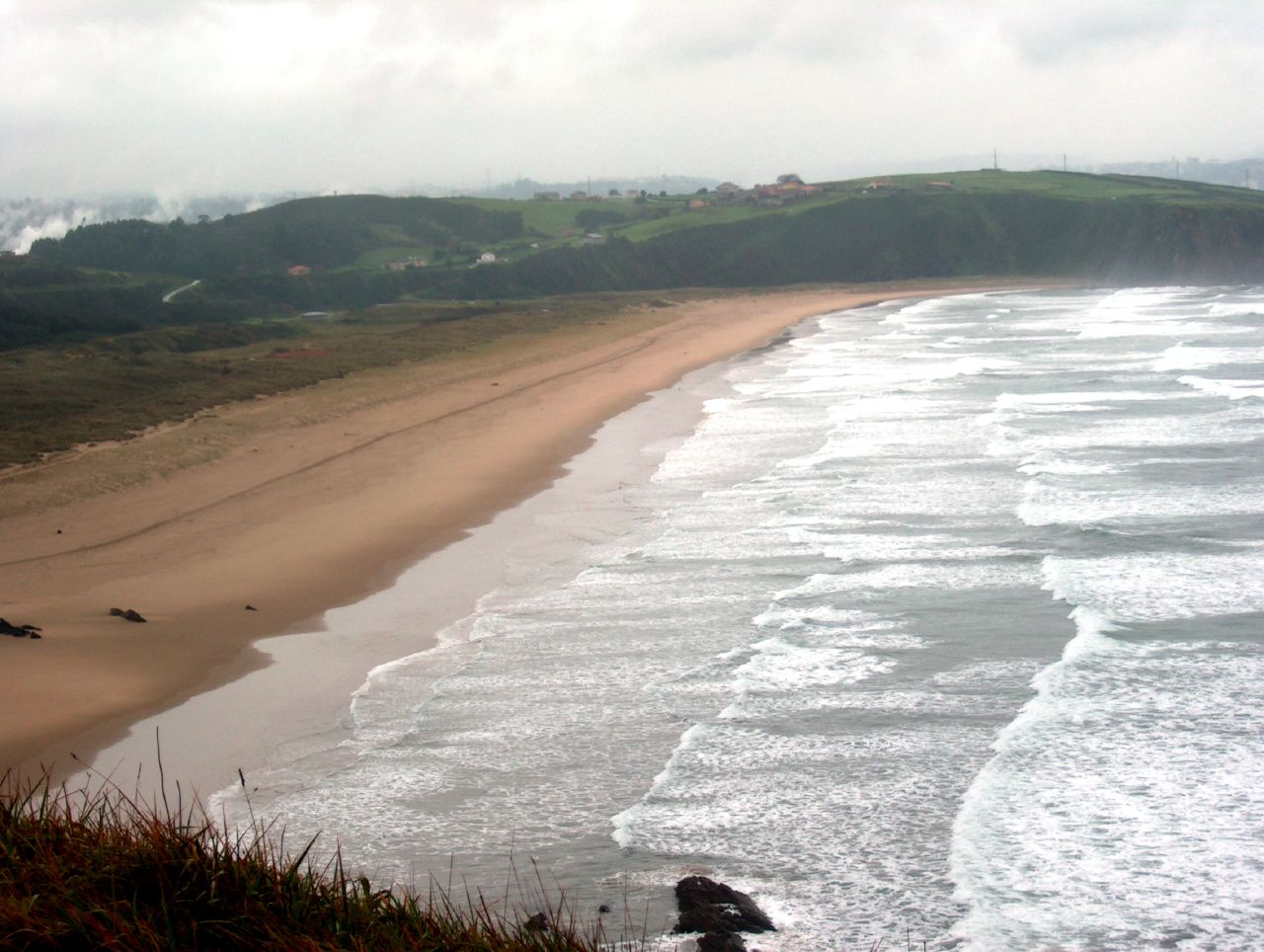
Platja de Xagó

## Toponímia
En virtut del decret 72/2005 de 7 de juliol de 2005, publicat en el BOPA del 26 del mateix mes, van ser aprovades els nous topònims del concejo de Gozón, passant a ser oficials en tots els casos les denominacions en asturià, llevat en el cas de la capital Lluanco/Luanco, que es va optar per mantenir una denominació bilingüe. Les denominacions ara oficialitzades són les úniques que podran aparèixer en la senyalització viària i en els mapes oficials.

## Parròquies

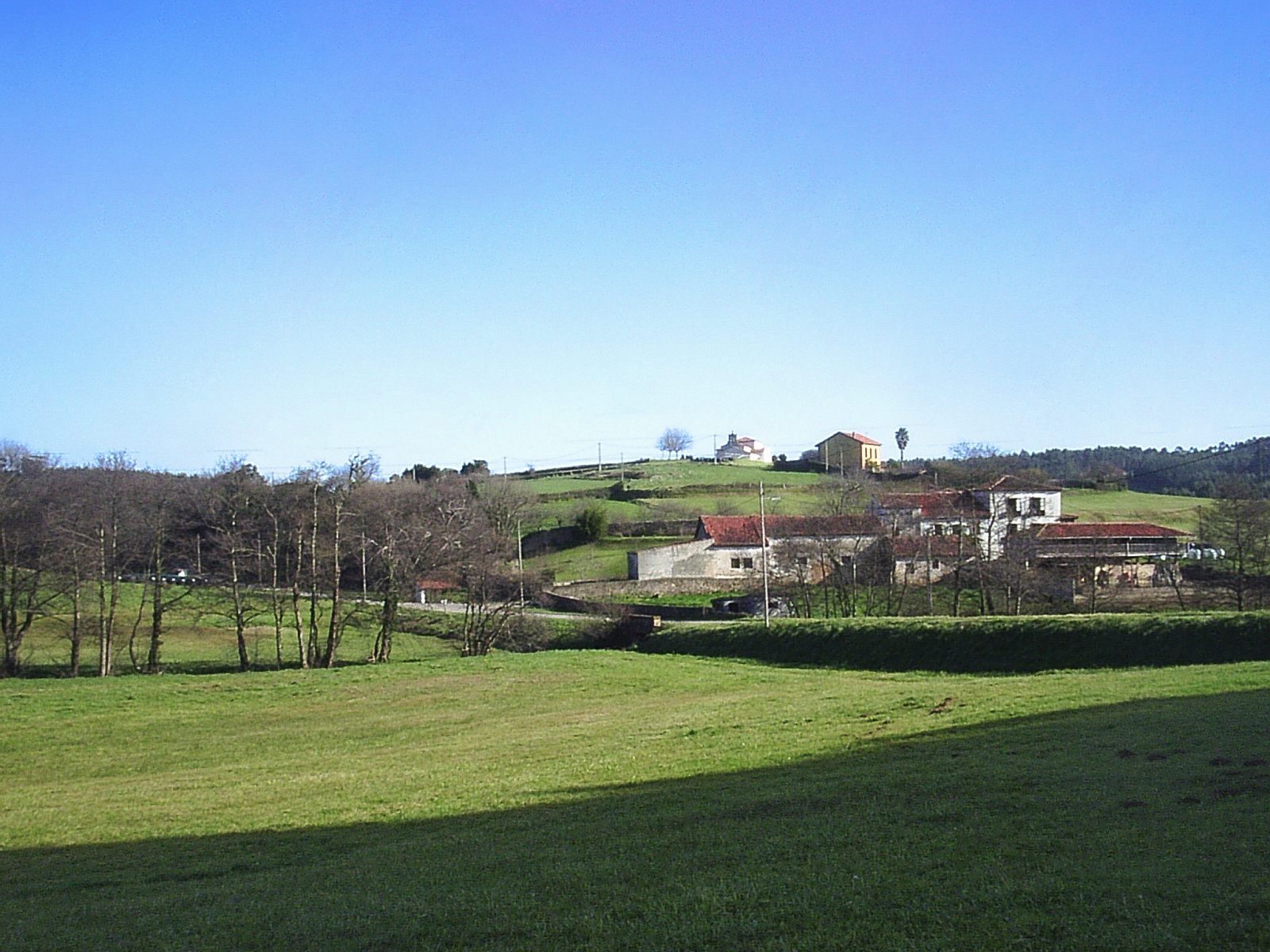
Vista de Vioño

Luanco a part, Gozón té dues parts clarament diferenciades: la costa, amb platges molt concorregudes i penya-segats espectaculars com els del Cap de Penyes, i les parròquies de l'interior, situades en valls fèrtils de terreny sempre verd i caseriu dispers, dedicades a la ramaderia. Les tretze parròquies que componen el concejo són:
| - Ambiedes - Bañugues - Bocines | - Cardo - Heres - Laviana | - Luanco - Manzaneda - Nembro | - Podes - Verdicio - Vioño | - Viodo |

## Evolució demogràfica
Amb una població censada el 1996 d'11.415 habitants, va tenir una estructura rural tradicional fins a 1950, a partir d'aquesta data comença a tenir un canvi molt gran en part a causa del desenvolupament del complex portuari de la ria d'Avilés, ja que parteix de les seves instal·lacions s'estenen pels terrenys del concejo. La seva població va ser augmentant a partir de 1.950 tenint diferents etapes, així en la dècada dels 60 augmenta la seva població en 2.500 persones i en la següent en 300 més, arribant el 1970 a la seva quota màxima d'habitants amb 12.714 habitants. A partir d'aquesta data es veu afectat per la crisi industrial d'Avilés que li fa descendir la seva població fins al cens actual. Tota aquesta evolució va estar marcada en la seva emigració. Per aquest motiu, si en la segona meitat del XIX i principis del XX, aquesta emigració es va dirigir cap a Amèrica, en els anys seixanta aquesta tendència va canviar, sent ella la receptora d'una emigració tant de la seva província, com de diferents regions del centre i sud d'Espanya, que arribaven atrets pel desenvolupament industrial d'Avilés. Avui dia la seva piràmide demogràfica està un poc més envellida que la mitjana asturiana, així gairebé el 23% de la població és menor de 20 anys i el 24,5%, majors de 60.

## Economia
L'economia d'aquest concejo estava, antigament, basada en la pesca, encara que avui només es dedica a ella una petita part de la població. Avui dia la seva economia es basa en el sector secundari, a causa de les zones industrials de Gijón i Avilés, i en el sector terciari dedicat al comerç i al transport i sobretot, en aquests últims temps, pel turisme, que fa que aquest sector sigui el qual major nombre d'ocupacions generi en l'actualitat. Els altres sectors tradicionals en les parròquies de l'interior, l'agricultura i la ramaderia estan en franca decadència en nombre d'explotacions, encara que la cabanya hagi augmentat en nombre, sent una de les més importants d'Astúries, i que ha experimentat una forta reconversió i modernització des de l'entrada d'Espanya en la CEE. També existeixen diverses criaderos de cavalls, fet gairebé insòlit a Astúries.

## Comunicacions
Les comunicacions principals són a través de l'AS-238 Avilés-Luanco, que s'usaria també per a anar a l'aeroport d'Astúries, situat a Santiago de la Forest, Castrillón, a uns 25 km de Luanco. L'AS-329, que comunica Luanco amb Candás serveix també per a desplaçaments a Gijón i a Oviedo via Tabaza. L'AS-328, que comunica Avilés amb el cap de Penyes serveix a les parròquies occidentals. Existeix una xarxa molt tupida de carreres locals, senyalitzades com GO-. En Gozón no hi ha tren, sent el més proper el Carreño (línia de FEVE entre Gijón i Avilés).

## Política
En el concejo de Gozón, des de 1979, el partit que més temps ha governat ha estat el PSOE (vegeu Llista d'alcaldes de Gozón). L'actual alcalde és el popular Salvador Fernández, qui governa amb majoria absoluta.
|      | PP | PSOE | IU-BA | AIGO | Altres | Total |
| ---- | -- | ---- | ----- | ---- | ------ | ----- |
| 2003 | 6  | 5    | 2     | 4    | 0      | 17    |
| 2007 | 9  | 4    | 3     | 1    | 0      | 17    |

## Art
Els més abundants exemples del seu patrimoni, estan concentrats en la vila de Luanco, encara que el desenvolupament urbanístic a causa del turisme ha fet una transformació de la seva fisonomia urbana. Destacarem: 

### Arquitectura
- L'església de Santa María, és la parròquia de Luanco i és Monument Històric Artístic que serà motiu d'una disputa entre les gents del concejo i la poderosa família Pola propietària del terreny. El temple va ser acabat amb un préstec del monestir de San Pelayo d'Oviedo. La seva estructura és d'una sola nau dividida en quatre trams, l'inicial sota el cor es cobreix amb volta d'aretes i els restants amb estavellada. En el segle xix, se li adossen diferents dependències i un pis més a la torre campanar, té un cabildo sobre columnes toscanes. Hi ha un gran contrast entre la sobrietat exterior i el barroc interior, amb rics retaules, destacant el retaule major del segle xviii, amb la imatge del Crist del Socors. Està dividit en tres carrers i àtic semicircular, els carrers laterals són escenes de la vida de María. De la resta dels retaules es va perdre el seu imaginería original.
- El palau dels Menéndez de la Pola, és Monument Històric Artístic, amb dues torres en els extrems de la seva façana principal. És de planta quadrada i les dependències entorn del pati central, amb columnes toscanes en el pati de baix. La seva façana principal amb un ritme en la col·locació d'obertures, destaca la porta amb llinda sobre pilastras de fust acanalades, sobre ella tres balconades de cos central amb sortints i amb voladís. A la dreta i esquerra estan els escuts. La torre esquerra té un corredor de fusta. La resta de les façanes són més austeres, excepte la qual apunta al jardí amb una àmplia galeria oberta al segon pis.
- La torre del Rellotge de 1705, també utilitzada com presó, és de planta quadrada, amb tres pisos marcats a l'exterior per la línia d'impostes. La seva porta és barroca delimitada per plàstiques motlures d'orelles. Sobre la llinda es llaura la Creu de la Victòria.
- La casa de Valdés Pola, forma conjunt amb la capella de Joan Baptista, aixecada enfront de la seva façana sud. Presenta l'escut d'armes de la família, està completament renovada en el seu interior, sent avui dia un restaurant. La seva capella és de petites dimensions. Un arc de mig punt recolzat en impostes permet l'accés a la nau quadrada i amb un petit retaule.
- La casa Mori, de l'arquitecte Manuel del Busto, és una joia de l'Art Noveau asturiana i amb influència modernista catalana, és de planta rectangular i dos pisos amb un petit jardí amb colomer de fusta. Crida l'atenció els emmarquis de les obertures i els seus miradors semicirculars del primer pis amb fines columnes amb cúpula de ceràmica.
- L'Institut del Santísimo Crist del Socors, promogut per l'emigrant a Cuba, Mariano Suárez Pola. L'edifici és de planta rectangular amb quatre crugies d'una sola planta. La façana principal de gran austeritat amb cos central més excel·lent rematat en frontó triangular amb rellotge en el timpà. En els cossos laterals quatre finestres en arc rebaixat i en els extrems les entrades secundàries fetes en carreu quadrat.
- El palau de Manzaneda, part és d'una torre medieval de planta quadrada del segle xvii, la resta de l'edifici va ser restaurat el 1927. La seva planta està estructurada en forma d'O, la façana principal té un gran arc d'accés sobre el qual hi ha una balconada amb ampit de ferro amb dues finestres i l'escut d'armes de la família Valdés-Coalla. La seva capella es troba en un extrem de la façana principal. Altres monuments a destacar són: la casa Bango, la casa Gonzalo Plans, l'església de Santa Eulalia, la capella de la Verge de les Neus, el far de Peñas.
- Far del Cap de Peñas

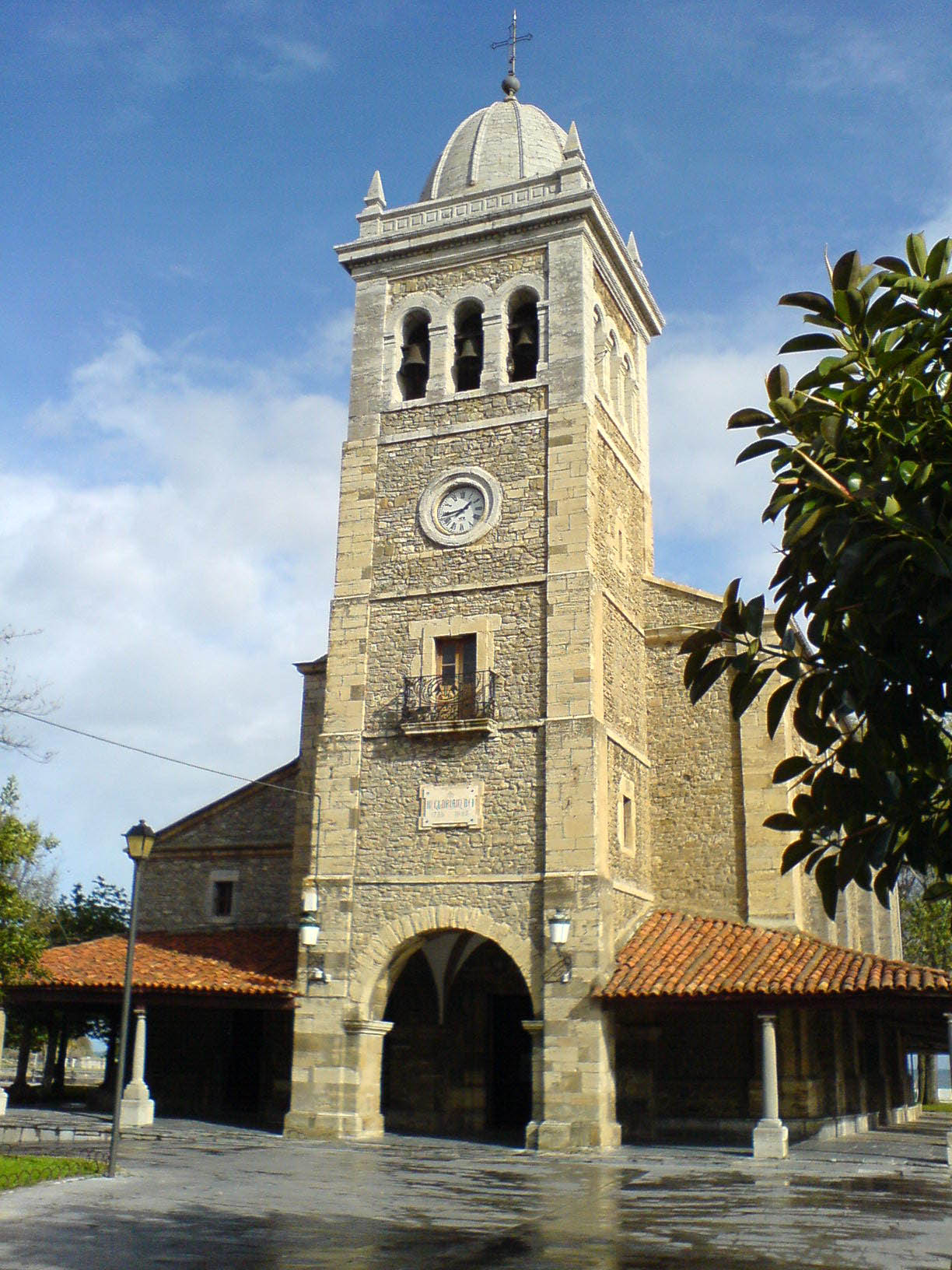
Església parroquial de Santa María, a Luanco
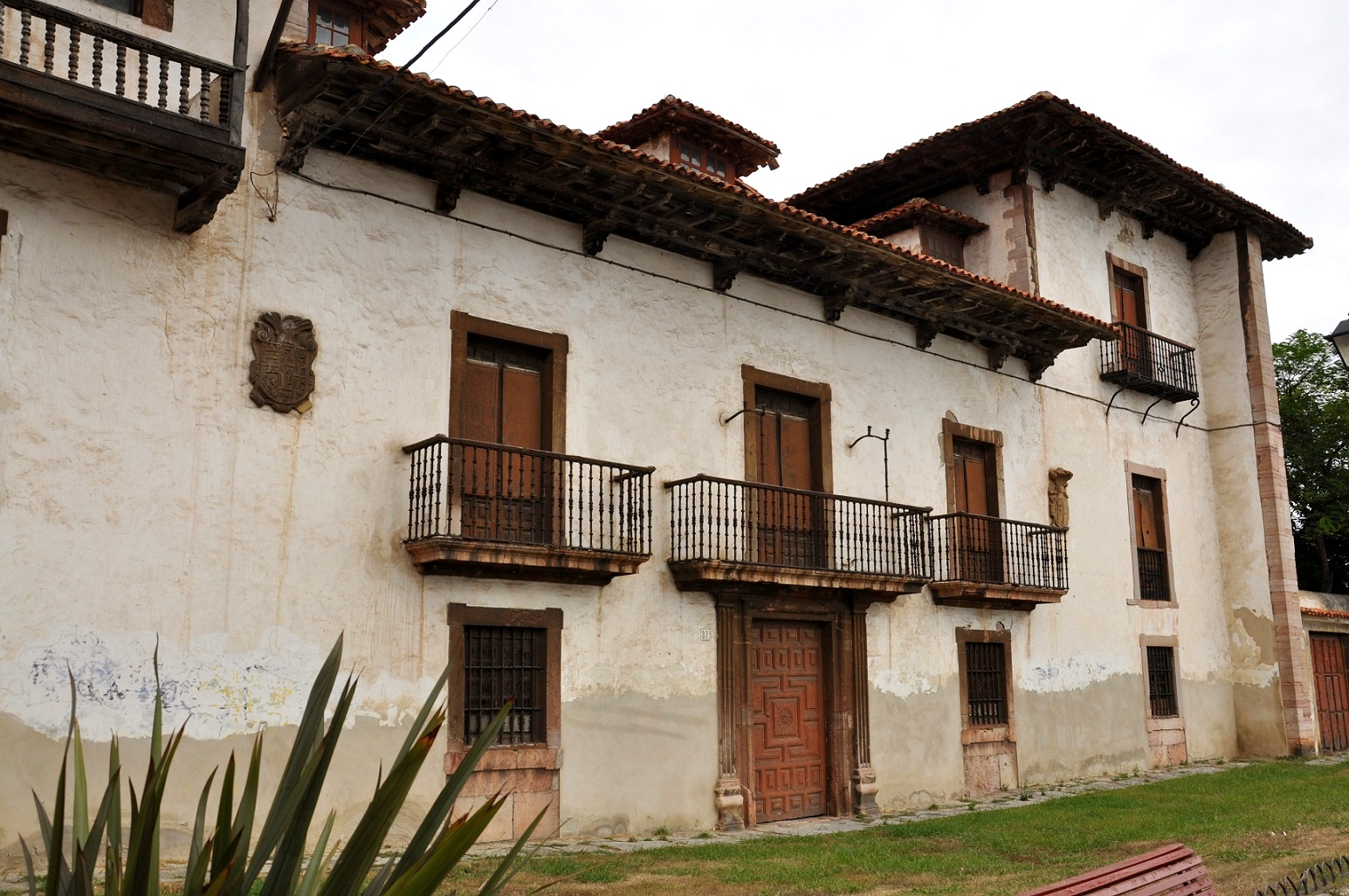
Palau dels Menéndez de la Pola
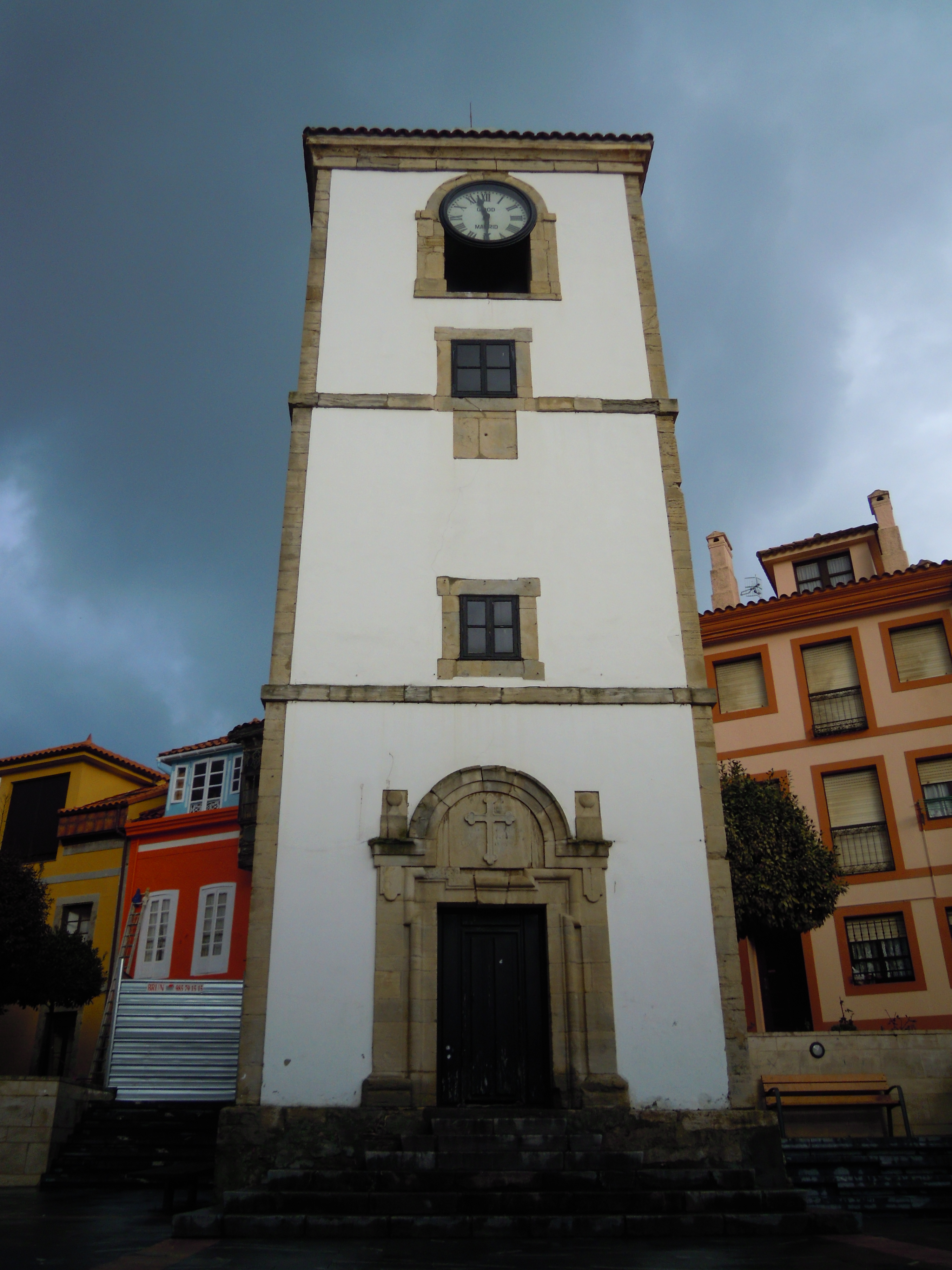
La torre del Rellotge
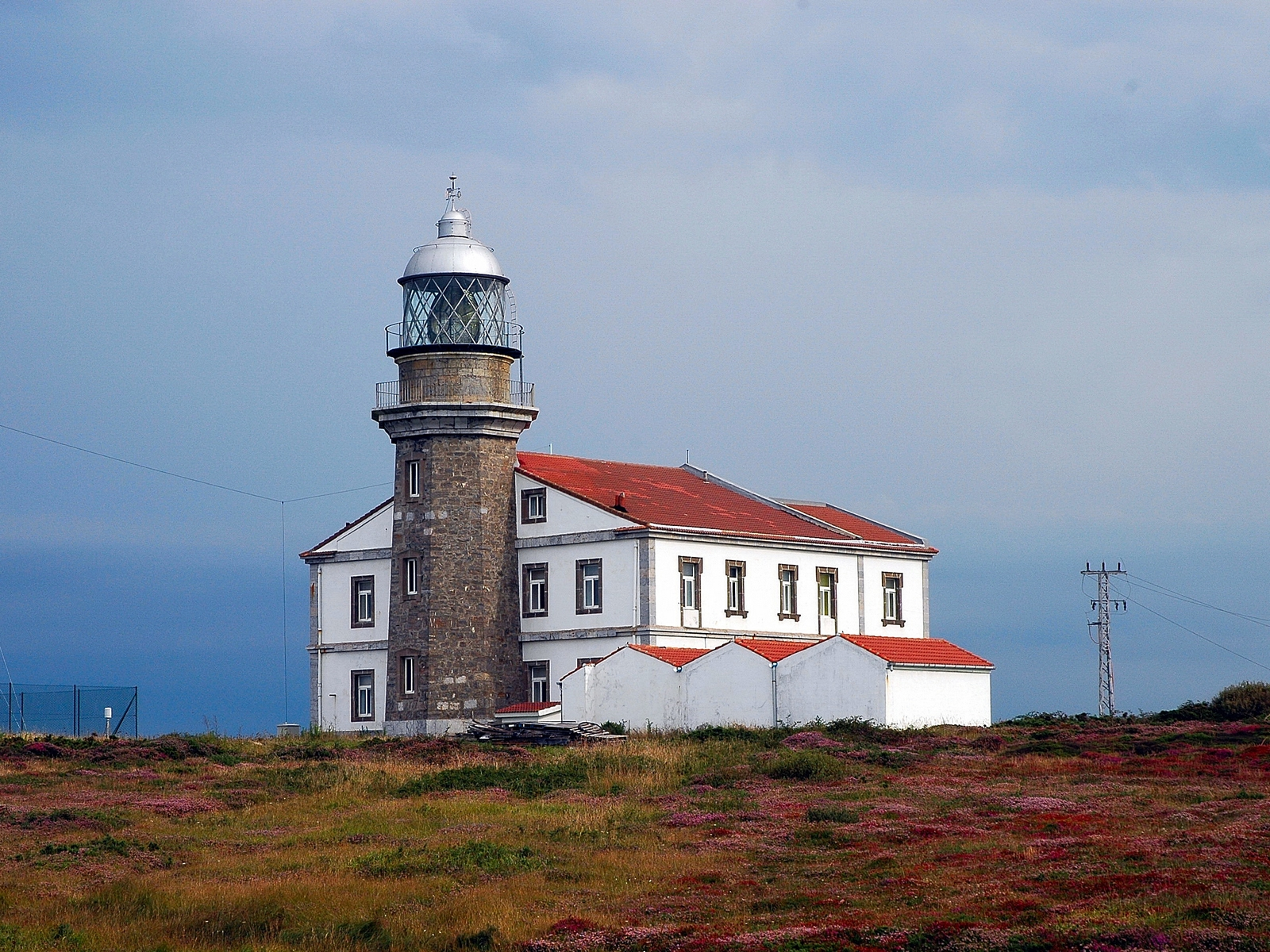
Far del Cap de Peñas

### Escultura
- Plañideras, obra de Pepe Antonio Márquez, a Lluanco.

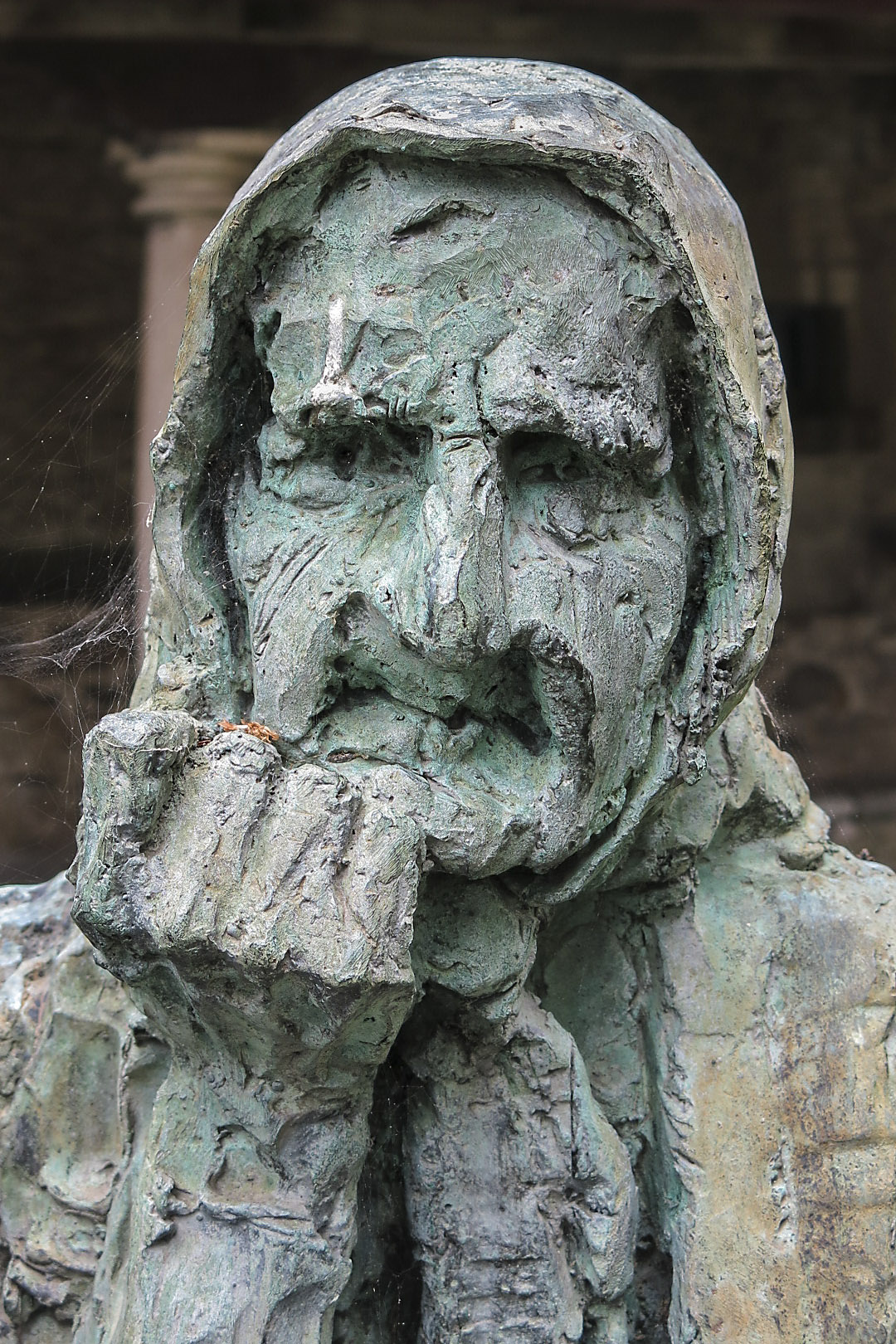
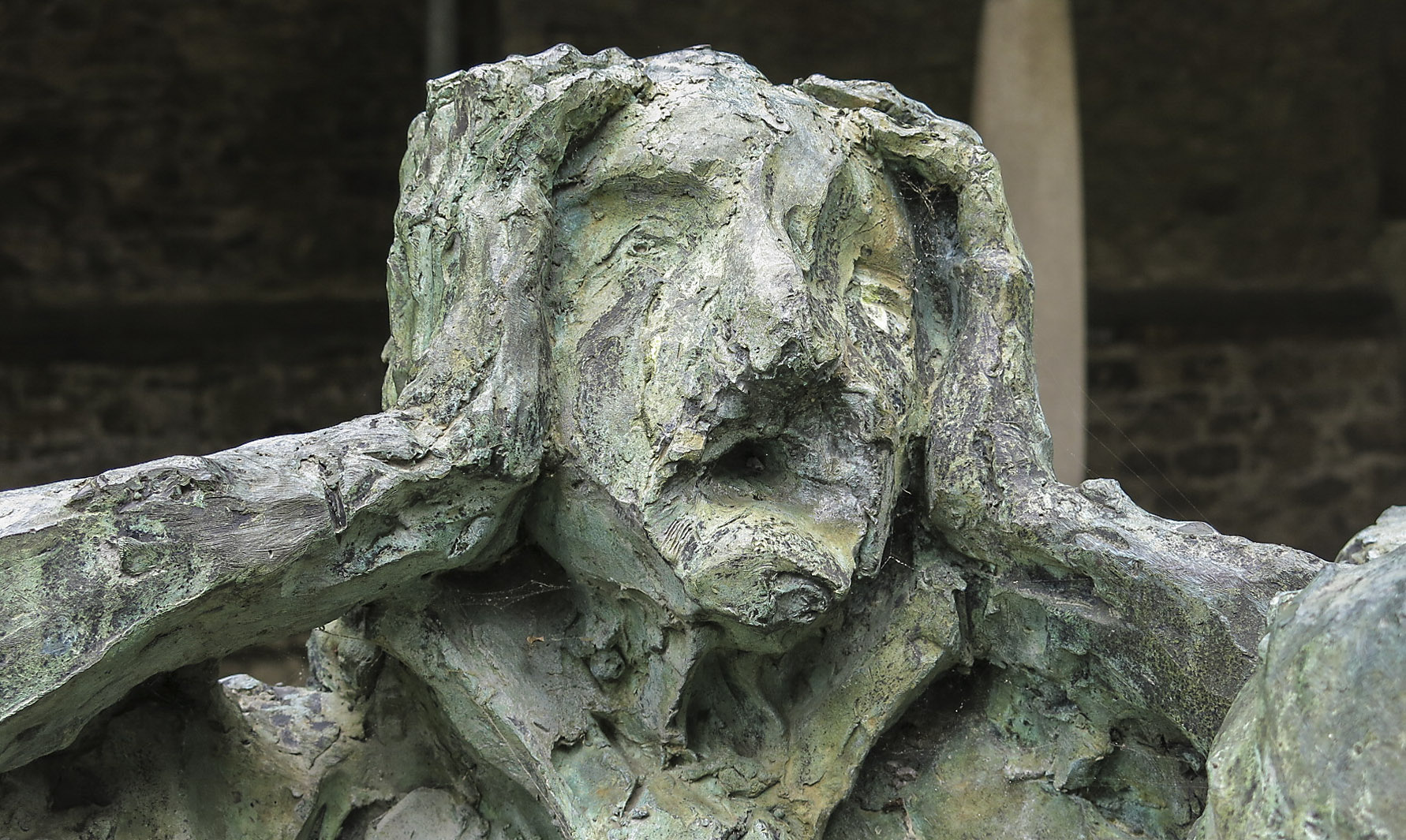
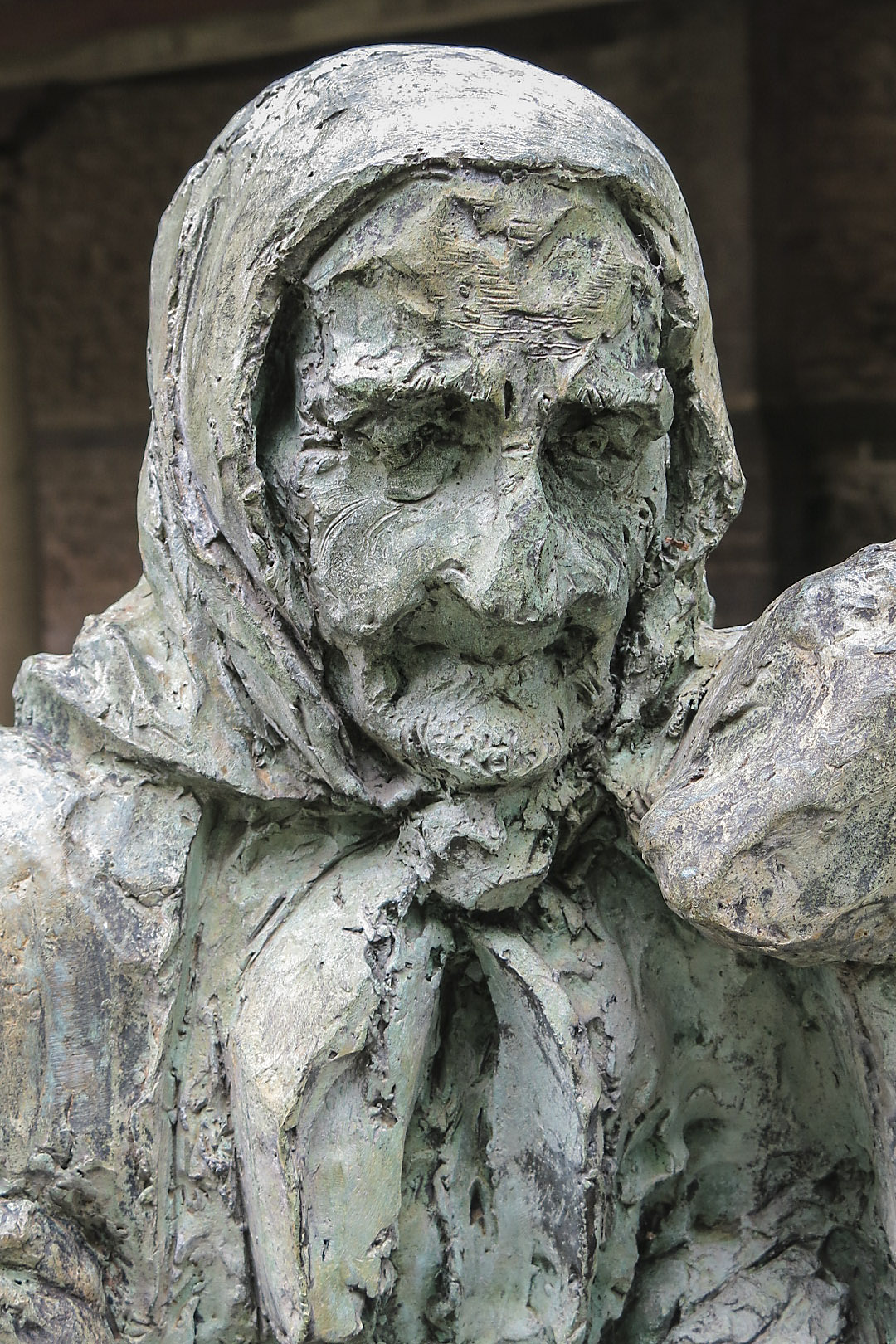

## Festes
- Al febrer, el dia 5 són les festes del Socors a Luanco és una setmana de romiatges processons i actuacions de grups folklòrics.
- El primer cap de setmana de març és el Festival de l'Oricio (eriçó de mar) a Bañugues.
- Al juny, en Antromero són les festes de San Pedro.
- El juliol, són les jornades gastronòmiques del bonítol i les festa del Carmen a mitjan mes amb missa en el moll i processó de la Verge per mar, en Luanco. Són les festes d'estiu de la vila.
- El primer cap de setmana d'agost són les festes de Bañugues.
- L'agost, la festa de San Bartolomé.
- A la fi de juliol, es juga l'original torneig de tennis platja de Luanco, que se celebra en la platja de la Ribera.

## Clubs esportius
El principal club esportiu de Gozón és el Marino, que milita a 2ªB. En Manzaneda es té el Manzaneda Futbol Sala.

## Museus
A Gozón es té el Museu Marítim, un dels més visitats d'Astúries, amb fons que testifiquen el ric patrimoni tant etnográfico com natural de la mar a Astúries, i el Museu del medi marítim del Cap de Peñas, enclavat en un paratge de gran bellesa.

## Persones il·lustres
- Cristino García Granda, lluitador antifranquista.
- Edmundo González-Blanco (1877 - 1938), filòsof i traductor